# Richard Bartholdt

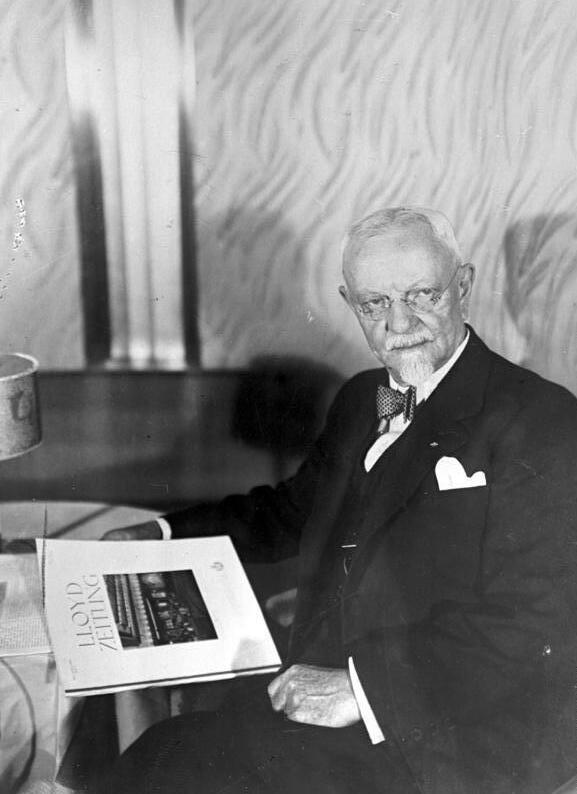
Richard Bartholdt (1925)

Richard Bartholdt (* 2. November 1855 in Schleiz, Fürstentum Reuß jüngerer Linie; † 19. März 1932 in St. Louis, Missouri) war ein US-amerikanischer Politiker deutscher Herkunft. Von 1893 und 1915 vertrat er den Bundesstaat Missouri im US-Repräsentantenhaus.

## Werdegang
Richard Bartholdt besuchte die öffentlichen Schulen seiner Thüringer Heimat einschließlich des Gymnasiums in Schleiz. 1872 wanderte er in die Vereinigten Staaten aus, wo er sich in Brooklyn niederließ. In seiner neuen Heimat machte er eine Lehre im Druckerhandwerk und wurde in den folgenden Jahren im Zeitungsgeschäft sowie als Journalist tätig. Im Jahr 1877 zog er nach St. Louis, wo er für verschiedene Zeitungen als Journalist und Herausgeber arbeitete. 1892 war er Herausgeber der „St. Louis Tribune“. Von 1888 bis 1892 gehörte Bartholdt auch dem Bildungsausschuss der Stadt St. Louis an, dessen Präsident er seit 1890 war.
Politisch war er Mitglied der Republikanischen Partei. 1896 fungierte er als Präsident des regionalen republikanischen Parteitags in Missouri. Bei den Kongresswahlen des Jahres 1892 wurde Bartholdt im zehnten Wahlbezirk von Missouri in das US-Repräsentantenhaus in Washington, D.C. gewählt, wo er am 4. März 1893 die Nachfolge von Samuel Byrns antrat. Nach zehn Wiederwahlen konnte er bis zum 3. März 1915 elf Legislaturperioden im Kongress absolvieren. In diese Zeit fielen der Spanisch-Amerikanische Krieg von 1898 sowie die Ratifizierung des 16. und des 17. Verfassungszusatzes. Von 1895 bis 1897 war Bartholdt Vorsitzender des Einwanderungs- und Einbürgerungsausschusses. Zwischen 1897 und 1905 leitete er den Ausschuss zur Kontrolle der Deichanlagen am Mississippi; von 1905 bis 1911 war er Vorsitzender des Ausschusses zur Verwaltung der öffentlichen Liegenschaften. Viele Jahre lang stand Bartholdt auch dem von ihm 1903 gegründeten Vermittlungskomitee (Arbitration Group) vor. Im Jahr 1911 wurde er von Präsident William Howard Taft zum Sondergesandten bei Kaiser Wilhelm II. ernannt, um diesem eine Statue von Friedrich Wilhelm von Steuben als Geschenk des Kongresses und des amerikanischen Volkes zu überreichen. Im Jahr 1904 war er Präsident einer Versammlung der Interparlamentarischen Union in St. Louis.
1914 verzichtete Bartholdt auf eine weitere Kongresskandidatur. Während des Ersten Weltkriegs fungierte er als Präsident der von ihm mit gegründeten American Independence Union, die sich für die strikte Beibehaltung der politischen Neutralität der USA im Krieg einsetzte. In den folgenden Jahren widmete er sich vor allem literarischen Angelegenheiten. Er setzte sich auch für die Entwicklung der Plansprache Esperanto ein. Richard Bartholdt starb am 19. März 1932 in St. Louis.
Bartholdt wurde in dreizehn verschiedenen Jahren für den Friedensnobelpreis nominiert: jährlich 1905–15 sowie erneut 1931–32. Zumindest bis 1915 war niemand in so vielen Jahren nominiert worden wie er.